# Остшешув (гмина)
Остшешув (пол. Ostrzeszów) — гмина (волость) в Польше, входит как административная единица в Остшешувский повет, Великопольское воеводство. Население — 23 115 человек (на 2004 год).

## Сельские округа
1. Бледзянув
2. Есёна
3. Кохловы
4. Корпысы
5. Котовске
6. Козлы
7. Марыдул
8. Мые
9. Недзведзь
10. Ольшина
11. Остшешув-Пусткове
12. Рогашице
13. Роюв
14. Седликув
15. Шклярка-Мысльневска
16. Шклярка-Пшигодзицка
17. Туже
18. Зайёнчки

## Соседние гмины
1. Гмина Дорухув
2. Гмина Грабув-над-Проснон
3. Гмина Кемпно
4. Гмина Кобыля-Гура
5. Гмина Микстат
6. Гмина Пшигодзице
7. Гмина Сосне